# Honda CB-1
Honda CB-1 je motocykl kategorie naked bike, vyvinutý firmou Honda, vyráběný v letech 1989–1990.

## Popis
Motocykl byl původně vyvinut pro japonský trh, ale byl v prodeji i v USA a Kanadě. Motor je původem ze supersportu Honda CBR 400RR, který je upraven pro použití v naháči. Po dvou letech výroby byl nahrazen modelem Honda CB 400 Super Four.

## Technické parametry
- Rám: dvojitý páteřový z ocelových trubek
- Suchá hmotnost: 179 kg
- Pohotovostní hmotnost: 187 kg
- Maximální rychlost: 190 km/hod
- Spotřeba paliva:

## Fotogalerie

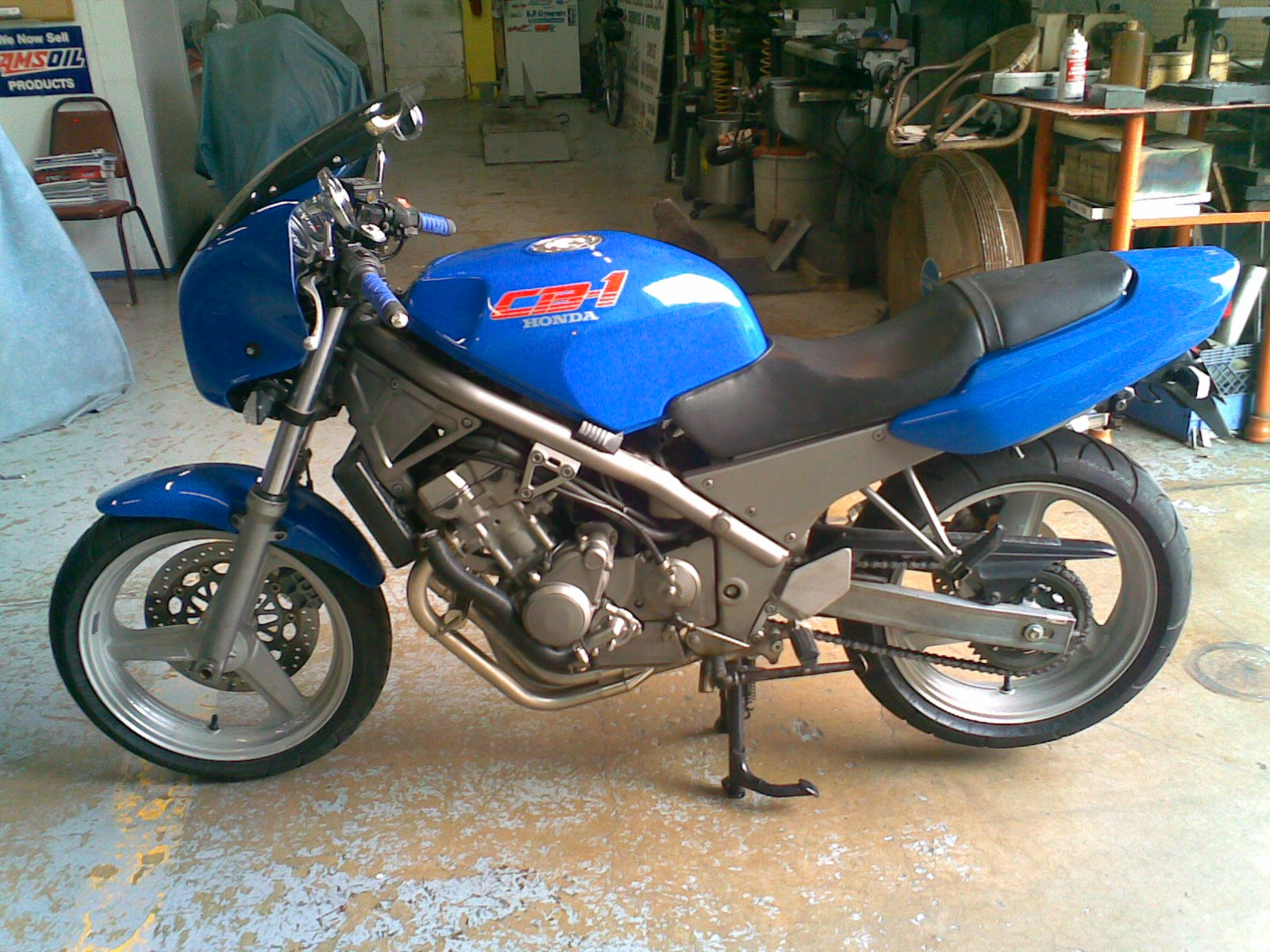
Honda CB 1 (1990)
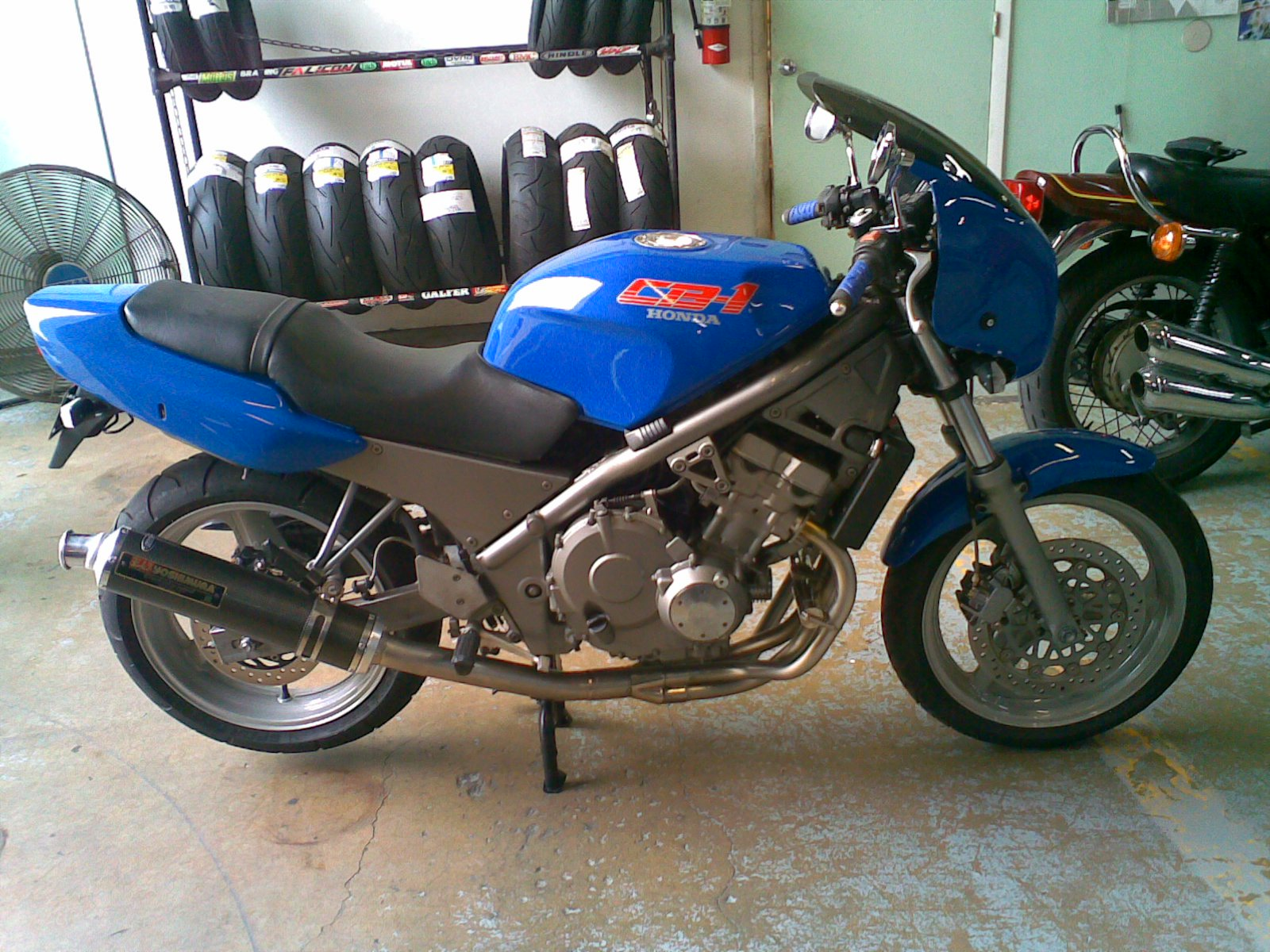
Honda CB 1 (1990)